# 旅客輸送
旅客輸送（りょかくゆそう, Passenger Transport）とは主に、人（旅客）を運ぶことを指す。対義語は貨物輸送。運輸業の一分野であり、「公共交通機関」と呼ばれるものがこれを担う場合が多い。客を運んでいる場合の、乗り物の運転を、旅客運転と呼ぶ。
ある対象を、場所的に移動させるサービス業、即ち運送業の一種で、運送する対象が人間の場合を「旅客運送業」と呼ぶ。具体的には、旅客機（飛行機）・バス・タクシー（自動車）・旅客船（船舶）・旅客列車（鉄道車両）などがその代表例である。これらの旅客運送業は、客を乗せていない間は、運転しても旅客運転に当たらない。
客とは、運送に対する代価的給付として金銭（運賃）を給付する者を指し、無償で運ぶ場合は「客」に当たらない。例えば、家族を自家用自動車やレンタカーで運ぶことや、工場従業員無料送迎バス等は旅客運送には当たらない。従って、運転者の免許は第1種でかまわず、ナンバープレートも事業用自動車（営業）用のものである必要が無い。

## 輸送手段
日本における旅客輸送
（人数ベース; 2021年）

### 陸運
- 馬車
- 自動車
  - バス
  - タクシー
  - 貨物自動車（貨客混載を前提としたライトバン、ツーリングワゴン等）[2]
- 鉄道
  - 馬車鉄道 /  客車 /  電車 /  気動車 / 新幹線

日本の鉄道には個人所有の「自家用車」が存在しないので、その運転免許である「動力車操縦者」免許には、自動車運転免許での1・2種に当たる区別が無く、直ちに旅客列車の運転に使用出来る。しかしながら、同じ会社の従業員を業務での移動のために列車に乗せるとしても（例えば貨物列車や回送運転に「添乗」する乗務員等）、旅客運転では無い。

### 航空
- 航空機
  - 飛行機
    - 旅客機

  - ヘリコプター

### 旅客船
- フェリー
- 客船

## 日本における統計
日常生活圏を超える移動について、距離別の交通機関シェアは以下の通り。都道府県を超えるものを対象とし、通勤・通学等は除外。
| 移動距離   | 航空 | 鉄道 | 幹線旅客船 | 幹線バス | 乗用車など | 母集団に 占める割合 |
| ---------- | ---- | ---- | ---------- | -------- | ---------- | ------------------- |
| 100km未満  | N/A  | 3    | N/A        | 1        | 95         | 20                  |
| 100-200km  | N/A  | 11   | N/A        | 2        | 86         | 45                  |
| 200-300km  | N/A  | 16   | N/A        | 3        | 81         | 12                  |
| 300-500km  | 2    | 43   | N/A        | 4        | 19         | 12                  |
| 500-700km  | 12   | 64   | N/A        | 3        | 11         | 5                   |
| 700-1000km | 43   | 42   | N/A        | 3        | 11         | 3                   |
| 1000km以上 | 87   | 7    | N/A        | N/A      | 5          | 4                   |

### 航空路線
2018年度の路線別旅客輸送実績は以下の通り。
| 順位 | 路線名        | 旅客数       | 座席利用率 |
| ---- | ------------- | ------------ | ---------- |
| 1位  | 羽田 - 新千歳 | 905万7,780人 | 74.5%      |
| 2位  | 羽田 - 福岡   | 872万4,502人 | 78.2%      |
| 3位  | 羽田 - 那覇   | 595万3,185人 | 78.7%      |
| 4位  | 羽田 - 伊丹   | 547万8,134人 | 77.8%      |
| 5位  | 羽田 - 鹿児島 | 251万8,809人 | 70.9%      |
| 6位  | 羽田 - 熊本   | 197万5,558人 | 68.6%      |
| 7位  | 羽田 - 広島   | 188万2,798人 | 67.6%      |
| 8位  | 福岡 - 那覇   | 187万9,098人 | 74.9%      |
| 9位  | 成田 - 新千歳 | 187万6,979人 | 81.9%      |
| 10位 | 羽田 - 長崎   | 176万5.366人 | 70.4%      |
| 11位 | 羽田 - 松山   | 157万1,237人 | 69.0%      |
| 12位 | 中部 - 新千歳 | 150万9,447人 | 70.1%      |
| 13位 | 羽田 - 宮崎   | 142万4,813人 | 63.0%      |
| 14位 | 羽田 - 関西   | 127万0,427人 | 72.7%      |
| 15位 | 羽田 - 高松   | 126万2,184人 | 67.9%      |
| 16位 | 羽田 - 北九州 | 125万3,158人 | 69.7%      |
| 17位 | 羽田 - 大分   | 124万0,156人 | 64.5%      |
| 18位 | 中部 - 那覇   | 119万4,286人 | 76.8%      |
| 19位 | 伊丹 - 那覇   | 115万4,349人 | 74.1%      |
| 20位 | 那覇 - 石垣   | 114万7,669人 | 63.1%      |